# Afganistan na Mistrzostwach Świata w Lekkoatletyce 2015
Afganistan na Mistrzostwach Świata w Lekkoatletyce 2015 – reprezentacja Afganistanu podczas Mistrzostw Świata w Pekinie liczyła 1 zawodnika, który nie zdobył medalu.

## Występy reprezentantów Afganistanu
| Konkurencja            | Zawodnik                 | Runda 1  | Runda 1 | Półfinał | Półfinał | Finał    | Finał   |
| Konkurencja            | Zawodnik                 | Rezultat | Pozycja | Rezultat | Pozycja  | Rezultat | Pozycja |
| ---------------------- | ------------------------ | -------- | ------- | -------- | -------- | -------- | ------- |
| Bieg na 800 m mężczyzn | Wajs Ibrahim Chajrandesz | 1:59,51  | 44.     | NQ       | NQ       | NQ       | NQ      |